# 諸橋久太郎

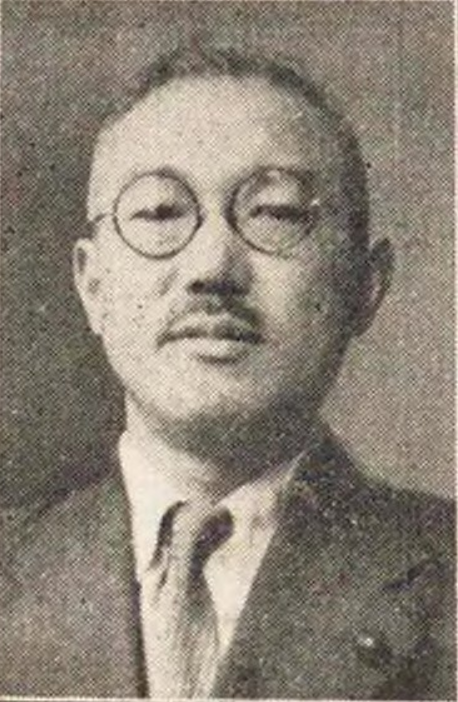
3代 諸橋久太郎

3代 諸橋 久太郎（もろはし きゅうたろう、1893年（明治26年）5月3日 - 1973年（昭和48年）2月12日）は、昭和時代の政治家、実業家。貴族院多額納税者議員。福島県平市長。旧名・守次。

## 経歴
福島県磐前郡平町(石城郡平町、平市を経て現いわき市)の金物商、釜屋商店の2代諸橋久太郎の嗣子として生まれる。1916年（大正5年）早稲田大学政治経済科を卒業。1930年（昭和5年）3代久太郎を襲名した。1931年（昭和6年）石城郡農会長に就任したのを皮切りに、平市農会長、信用組合平庶民金庫理事長、諸橋合名会社代表、磐城水産工業、片倉磐城製糸、植田水力電気、福島県農工銀行、相馬塩業などの重役を歴任した。ほか、保護観察所保護司職務嘱託となった。1942年（昭和17年）2月、大政翼賛会福島県支部顧問に就任した。
1939年（昭和14年）福島県多額納税者として貴族院議員に互選され、同年9月29日から1947年（昭和22年）5月2日の貴族院廃止まで在任した。のち1951年（昭和26年）平市長となり、3期12年つとめた。
1973年2月12日、気管支喘息のため、いわき市の福島労災病院にて死去。

## 親族
- 弟：諸橋元三郎（三猿文庫開設者）[3]